# Брюханов, Валерий Михайлович
Вале́рий Миха́йлович Брюха́нов (1 января 1945, Барнаул, Алтайский край — 2 августа 2020) — российский нефролог, доктор медицинских наук, профессор Алтайского государственного медицинского университета.

## Биография
Родился 1 января 1945 года в городе Барнауле Алтайского края. Из семьи служащих. Окончил лечебный факультет (1968) и аспирантуру (1971) при кафедре фармакологии Алтайского государственного медицинского института. Принадлежит к школе научно-педагогических работников, основанной Ефимом Борисовичем Берхиным. Первый декан фармацевтического факультета (1975—1981). С 1983 года заведующий кафедрой фармакологии. В 1986 году защитил докторскую диссертацию по медицинским наукам на тему «Регуляция канальцевой реабсорбции глюкозы в почках» (специальности 14.00.17; 14.00.25). Учёная степень доктора медицинских наук присвоена в 1987 году. Проректор по научной работе АГМИ (1986—1988). С 1988 года исполнял обязанности ректора, в 1989 году избран ректором. Работал на этой должности по 2014 год. Затем в должности профессора кафедры фармакологии. Избирался депутатом Барнаульской городской Думы в 1994 и в 1996 году. Работал председателем постоянного комитета по социальной политике. Всего был депутатом Барнаульского городского Совета в течение четырёх созывов с 1994 по 2008 год.
В 2005 году выступил на митинге в поддержку политики президента Путина.
Основная область научных интересов В. М. Брюханова — физиология и фармакология функции почек. Автор более 280 научных трудов. Подготовил 16 кандидатов и пять докторов наук. Член редакционного совета журнала «Бюллетень сибирской медицины».

## Основные труды
- «Практикум по курсу фармакологии для студентов фармакологического факультета» (1996)
- «Фармакология и клиническое использование экстраренального действия диуретиков» (2000)

## Почётные звания и награды
- Орден Дружбы (17 декабря 1994) — за заслуги перед народом, связанные с развитие российской государственности, достижениями в труде, науке, культуре, искусстве, укреплением дружбы и сотрудничества между народами
- Орден «За заслуги перед Алтайским краем» II степени (8 августа 2014) — за многолетний добросовестный труд и большой личный вклад в социально-экономическое развитие Алтайского края
- Медаль «За заслуги в труде»  (Алтайский край, 31 декабря 2019) — за многолетний добросовестный труд и высокий профессионализм
- действительный член Международной академии информатизации (1994)
- Академик Польской медицинской академии (2000)
- Академик Международной академии наук высшей школы[10]
- Орден Альберта Швейцера (Польша)
- нагрудный знак «Отличнику здравоохранения»
- Заслуженный работник высшей школы Российской Федерации
- Заслуженный работник Республики Алтай
- Почётный гражданин города Барнаула (2004)